# Distrikt Chillia
Der Distrikt Chillia, alternative Schreibweise: Distrikt Chilia, liegt in der Provinz Pataz in der Region La Libertad in West-Peru. Der Distrikt wurde am 29. Dezember 1856 gegründet. Er hat eine Fläche von 309 km². Beim Zensus 2017 wurden 11.678 Einwohner gezählt. Im Jahr 1993 lag die Einwohnerzahl bei 9537, im Jahr 2007 bei 12.043. Verwaltungssitz des Distriktes ist die 3118 m hoch gelegene Ortschaft Chillia mit 1660 Einwohnern (Stand 2017). Chillia liegt knapp 30 km nordwestlich der Provinzhauptstadt Tayabamba.

## Geographische Lage
Der Distrikt Chillia liegt an der Westflanke der peruanischen Zentralkordillere im Westen der Provinz Pataz. Der Distrikt hat eine Längsausdehnung in NW-SO-Richtung von etwa 23 km sowie eine Breite von etwa 13 km. Der Río Marañón fließt entlang der westlichen Distriktgrenze nach Norden. Im Süden bildet dessen Nebenfluss Río Cajas die Distriktgrenze.